# Rue Nicolas-Bachelier
La rue Nicolas-Bachelier (en occitan : carrièra Nicolau Bachelièr) est une voie de Toulouse, chef-lieu de la région Occitanie, dans le Midi de la France.

## Situation et accès

### Description
La rue Nicolas-Bachelier est une voie publique. Elle se trouve dans le quartier Saint-Aubin.
Elle naît perpendiculairement à la rue Gabriel-Péri, dans le prolongement de la rue Maury, qui aboutit au sud à la rue Pierre-Paul-Riquet, tout près de la place Saint-Aubin. Rectiligne et longue de 158 mètres, d'une largeur régulière de 10 mètres, elle est orientée au nord-ouest. Elle reçoit à gauche la rue Jean-Palaprat avant de déboucher sur la place Nicolas-Bachelier, qui l'interrompt. Elle reprend son cours au nord de la place, au croisement de la rue des Sept-Troubadours. Elle se termine 98 mètres plus loin au croisement des allées Jean-Jaurès. Elle est prolongée, au-delà, par la rue Caffarelli, qui aboutit à la rue de Bayard, au niveau de la place Robert-Schuman.
La chaussée compte une voie de circulation automobile en sens unique, de la rue Gabriel-Péri vers la place Nicolas-Bachelier dans sa première partie, et des allées Jean-Jaurès vers cette même place dans sa deuxième partie. Elle appartient à une zone 30 et la vitesse y est limitée à 30 km/h. Il n'existe ni bande, ni piste cyclable, quoiqu'elle soit à double-sens cyclable sur toute sa longueur.

### Voies rencontrées
La rue Nicolas-Bachelier rencontre les voies suivantes, dans l'ordre des numéros croissants (« g » indique que la rue se situe à gauche, « d » à droite) :
1. Rue Gabriel-Péri
2. Rue Jean-Palaprat (g)
3. Place Nicolas-Bachelier
4. Rue des Sept-Troubadours
5. Allées Jean-Jaurès

## Odonymie
La rue est nommée en hommage à Nicolas Bachelier (1487-1556). Maître-maçon, ingénieur et sculpteur originaire d'Arras, il s'installa en 1532 à Toulouse où il fut un des représentants les plus actifs de la Renaissance toulousaine de la première moitié du XVIe siècle. Son œuvre et sa personnalité furent redécouvertes par l'historien toulousain Alexandre Du Mège et popularisées dans la première moitié du XIXe siècle.

## Patrimoine et lieux d'intérêt
- no  14 : immeuble (1913)[2].
- no  17 : immeuble (1922, Antonin et Pierre Thuriès)[3].
- no  32 : immeuble (deuxième moitié du XIXe siècle)[4].